# Gulf Developmental Road
Die Gulf Developmental Road ist eine Fernverkehrsstraße im tropischen Norden von Queensland, Australien. Sie verläuft in Ost-West-Richtung und hat eine Länge von ca. 445 Kilometern. Die Gulf Developmental Road ist auf ihrer gesamten Länge Teil des National Highway 1 und des Savannah Way.

## Verlauf
Die Gulf Developmental Road beginnt südlich des Forty-Mile-Scrub-Nationalparks. Sie zweigt am Übergang des Kennedy Highway zur Kennedy Developmental Road in westlicher Richtung ab.
Die Strecke ist eine einspurige asphaltierte Straße. Sie führt größtenteils durch flaches Buschland, welches geprägt ist von dürrem Gras und Termitenhügeln. Im Verlauf der Strecke gibt es zahlreiche Abzweigungen zu verstreut liegenden Farmen im Outback. Größere Ortschaften entlang der Gulf Developmental Road sind Mount Surprise, Georgetown und Croydon. In Georgetown trifft von Charters Towers im Südosten her kommend die Croydon Georgetown Road, Fortsetzung der Gregory Developmental Road, auf die Gulf Developmental Road.
Das Ende der Gulf Developmental Road befindet sich südlich von Normanton am Golf von Carpentaria. Hier trifft sie auf die Burke Developmental Road, die von Cloncurry im Süden her kommend weiter in nördlicher Richtung führt. Wenige Kilometer nördlich, noch vor Normanton, zweigt die Great Top Road als Fortsetzung der Strecke nach Burketown und weiter ins Northern Territory Richtung Westen ab.
- Karte mit allen Koordinaten:
- OSM |
- WikiMap